# Dansul Soarelui: Călușarii
Dansul Soarelui: Călușarii este un film românesc din 2017 regizat de Corneliu Gheorghiță.